# 田村顕普
田村 顕普（たむら あきみつ /あきのぶ 、寛文4年（1664年） - 享保18年9月7日（1733年10月15日））は、江戸時代中期から後期の旗本寄合席。一時、仙台藩士和田家第3代当主の和田 定長。諱は宗定、定長（和田家時代）、顕普。通称は左門、千五郎、主馬。父は田村宗良。母は仙台藩士の山口重如（内記）の娘。兄に田村松之助、田村建顕、田村顕寛、田村顕始。弟に田村宗常、他人之助。子は田村泰顕、田村村房。
江戸幕府の御先鉄砲頭を勤める。

## 生涯
父の宗良が岩沼藩主になってから生まれた子で、父は延宝6年3月26日（1678年5月16日）に死去する。武鑑では兄の建顕が諱を「宗永」と称していた頃に一関藩主舎弟の一人として掲載されていた時期があり、天和3年（1683年）刊行の武鑑に「御四男　田村左門殿」の記載がある。
その後、仙台藩士で宮城郡蒲生を領する蒲生和田家の和田房長の跡を継いで和田定長と称しており、このためか一時期武鑑において一関藩主舎弟として掲載されない時期がある。
後に、実家の田村家に戻されて、元禄14年3月4日（1701年4月11日）に徳川綱吉へ初御目見を済ませる。ちなみにこの10日後に浅野長矩が殿中刃傷を起こして兄の建顕の屋敷にお預け、即日切腹となっている。同年7月5日（1701年）に三兄の顕始が隠居したのを受けて、旗本田村家の家督を継ぎ、寄合席に列する。
『寛政重修諸家譜』では正室の記述がないが、元禄16年（1703年）に神尾氏との間に長男の泰顕を儲けている。武鑑の一関藩主家田村家において、明治年間まで一関藩主、嗣子以外の人物として顕普が掲載されているが、諱の読みが「アキノブ」となっており、宝永元年（1704年）に徳川家宣が諱を「綱豊」から改名する以前に使っていた読みの可能性がある。また、宝永元年（1704年）刊行の一統武鑑の惣御寄合衆に「田村主馬　父右京、五百石　西ノくほ」、宝永2年（1705年）の御林武鑑の寄合に「田村主馬　やしき　西ノくほ　五百石」の記述がある。また、正徳3年（1713年）の山口屋権兵衛蔵版の武鑑において御寄合衆に「田村主馬　父隠岐守　500石　あたこの下」との掲載がある。
享保元年（1716年）に泰顕を本家の一関藩主・田村誠顕の養子に出し、享保8年（1723年）に次男の村房が生まれている。享保10年1月11日（1725年2月23日）に御先手鉄砲頭に就任する。また同年8月2日（1725年9月8日）に一関藩主家の養子に行っていた泰顕が死去する。本家の一関藩では泰顕に代わって宇和島藩から田村村顕が養子として迎えられる。同年12月18日（1726年1月20日）に布衣を着することを許可される。享保13年（1728年）に徳川吉宗の日光山参詣に扈従する。
享保17年（1732年）の須原屋茂兵衛蔵板武鑑の御先手鉄砲頭に「五百石　西くほ　田村主馬　与力五キ、同心三十人」と記されている。
享年70で死去。田村宗良の男子の中では最長寿であった。法名は崇信。墓所は芝の東禅寺。跡は次男の村房が継いだ。